# Tònic sol-fa

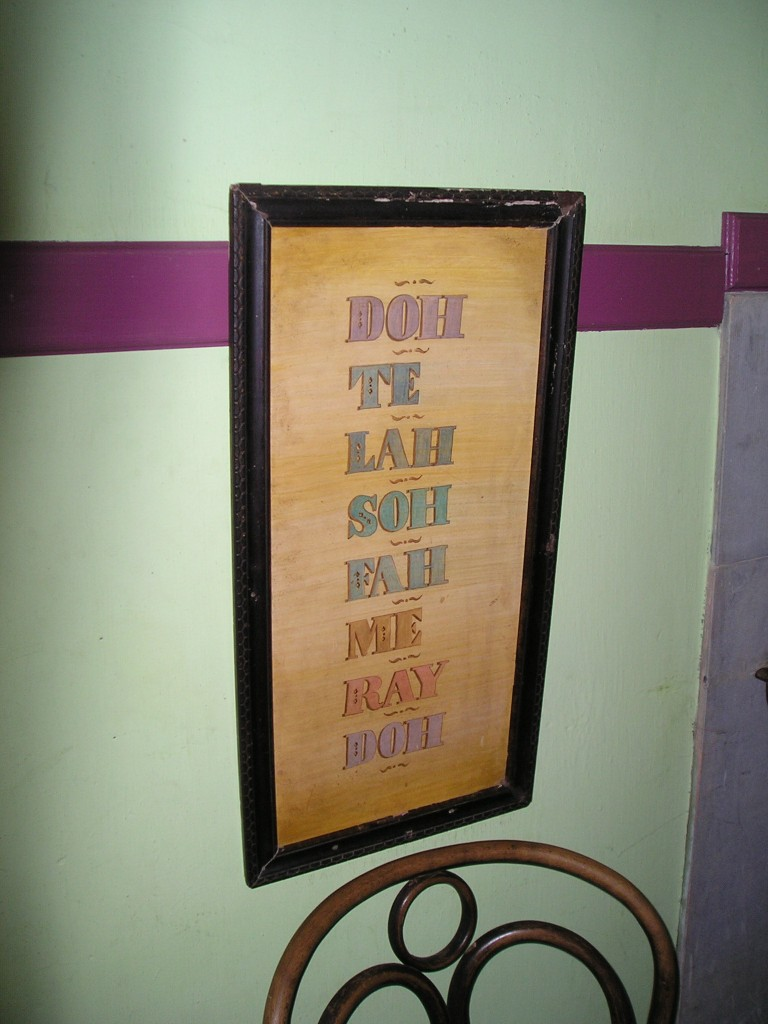
Taula de solfeig en una aula irlandesa

Tònic sol-fa (o tònic sol-fah) és una tècnica pedagògica per a ensenyar a cantar de manera visual, inventada per Sarah Ann Glover (1785–1867) de Norwich, Anglaterra, i popularitzada per John Curwen (1816-1880), qui la va adaptar a partir de sistemes musicals anteriors. Utilitza un sistema de notació musical movible basat en el solfeig, al qual cada to rep un nom segons la seva relació amb altres tons en la clau: la notació habitual anglesa (A, B, C, D, E, F) és reemplaçada per les síl·labes del solfeig amb noms de nota (Do, Re, Mi, Fa, Sol, Sa, Ti, Do) o més aviat per les seves lletres inicials (d, r, m, f, s, l, t, d). El "Do" és escollit com la tònica de qualsevol clau que s'estigui fent servir (d'aquí la terminologia tònica movible).

## Visió general
Curwen va publicar la seva Gramàtica de Música Vocal en 1843, i en 1853 va llançar l'Associació Tònic Sol-Fa. En 1858 es va publicar el seu llibre Standard Course of Lessons on the Tonic Sol-fa Method of Teaching to Sing (Curs Estàndard de Lliçons en el Mètode Tònic Sol-Fa per l'Ensenyament de Cant).
En 1872 Curwen va canviar el seu anterior curs d'utilització del sistema Sol-Fa com un ajut a lectura visual, arran de l'edició del seu Curs Estàndard de Lliçons, basant el mètode només en el sistema Tònic Sol-Fa.
En 1879 es va obrir l'Institut Tònic Sol-Fa. Curwen també va començar a publicar i editar un periòdic anomenat Tonic Sol-fa Reporter and Magazine of Vocal Music for the People. Cap al final de la seva vida es va involucrar activament en la difusió del seu sistema. El sistema Sol-Fa va ser àmpliament adoptat pel seu ús en educació, com un mètode fàcil per a ensenyar la lectura de la música visualment. Tanmateix, el seu objectiu més ambiciós, la idea de proporcionar un mètode superior de notació musical, no ha estat mai generalment adoptat.
Cap al final del segle xix aquesta notació s'havia estès a la Gran Bretanya i va esdevenir un sistema estàndard per a la venda de fulls de música (de cançons populars), amb la notació Tònic Sol-Fa.
Algunes de les arrels d'aquest sistema es poden trobar en elements com ara:
- L'ús de síl·labes en el segle xi per part del monjo Guido d'Arezzo,
- La notació xifrada proposada per Jean-Jacques Rousseau a França en 1746,
- El seu desenvolupament per part de Pierre Galin i la seva popularització per part d'Aimé Paris i Emile Chevé, i
- El Norwich sol-fa de Sarah Ann Glover d'Anglaterra. El reverend John Curwen (1816–1880) va ser el desenvolupador del sistema tònic sol-fa en Anglaterra, i el principal responsable de la seva popularitat.

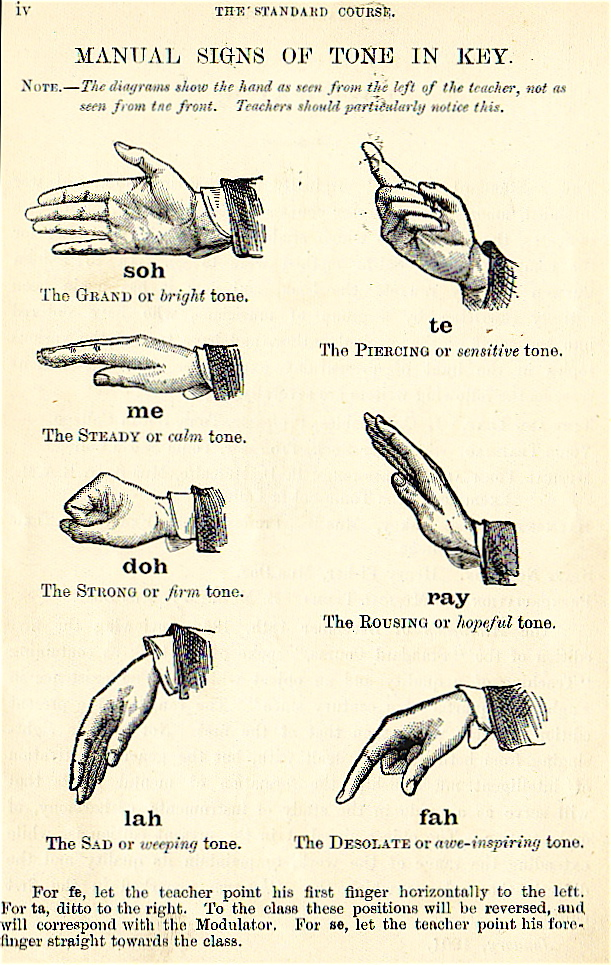
Representació dels signes de mà del solfeig de Curwen. Aquesta versió inclou els caràcters tonals i el significat expressiu de cada to.

Quan John Windet va imprimir l'edició de 1594 del Sternhold and Hopkins Psalter, va afegir les inicials de les sis síl·labes de Guido (U, R, M, F, S, L) sota cada nota. Windet va explicar que "...he creat una nou tipus d'impressió de les notes, que es fa amb una lletra associada a cada nota: d'aquesta manera es pot saber com es diu cada nota pel seu nom correcte, de manera que amb una petita diligència, pugueu fer-ne ús més fàcilment mitjançant la visualització d'aquestes lletres, esdevenint el mètode de solfeig perfecte..." Rousseau, Curwen i altres haurien conegut aquests populars saltiris.
B. C. Unseld i Theodore F. Seward, amb els editors Biglow and Main, van importar el mètode Tònic Sol-Fa de Curwen als Estats Units d'Amèrica, però el mètode no va arribar mai a ser àmpliament conegut. Abans d'això, la 9a edició del Bay Psalm Book (Llibre dels Salms de la Badia, Boston, EUA) hi havia aparegut amb les inicials del nom de les quatre notes emprades (fa, sol, la, mi) just per sota del pentagrama i en la vertical dels signes de les notes. El reverend John Tufts, en el seu llibre An Introduction to the Singing of Psalm Tunes in a Plaine & Easy Method (Una Introducció al cant dels salms amb un mètode natural i senzill), va moure les inicials de les síl·labes de les quatre notes al lloc de les notes del pentagrama, i va indicar les marques de puntuació a la dreta de les lletres. Aquest sistema es podria considerar el precursor del mètode de Curwen, tot i que Curwenl mai va conèixer la seva existència. El llibre de Tufts va ser molt popular i va tenir diverses edicions. No obstant, probablement la seva aportació més important va ser la consolidació de la forma de les notes. De fet, quan Unseld i Steward van introduir el sistema Tònic Sol-Fa a finals de la dècada del 1800, va ser considerat com a "quelcom nou".
En 1972 Roberto Goitre va imprimir una de les versions modernes més importants del mètode en Cantar Leggendo amb el Do movible.
La solmització que representa les funcions dels tons (com en el tònic sol-fa) és anomenada la solmització "funcional". Tots els músics que utilitzen solmització funcional fan servir el "do" per representar la tònica (també coneguda com a "nota clau") en el mode important. Tanmateix, els enfocaments del mode menor es divideixen en dues opcions. Alguns músics utilitzen el "do" per representar la tònica en menor (un enfocament paral·lel), mentre que uns altres prefereixen etiquetar la tònica en menor com un "la" (una aproximació en relatiu). Tots dos sistemes tenen els seus avantatges: l'antic sistema representa més directament l'escala en una clau; l'últim representa més directament els intervals entre notes en una determinada clau.

## Exemples
El començament del diàleg amb els extraterrestres cap al final de la pel·lícula Encontres a la tercera fase de Steven Spielberg, on s'utilitzen senyals vocals i de mà.